# Giuseppe Duodo
Giuseppe Duodo (Codroipo, 7 dicembre 1757 – Lissa, 15 marzo 1811) è stato un militare italiano.

## Biografia
Nato a Codroipo figlio di Alvise, un ebreo convertito, e della contessa Maria Manin si arruolò in giovane età nella marina della Repubblica di Venezia. Nel 1792 fu primo pilota della Fama la nave che riportò a Venezia le spoglie dell'ammiraglio Angelo Emo. 
Dopo la caduta della Serenissima entrò in servizio nella marina austriaca prima e in quella del Regno d'Italia napoleonico poi e, in questa, venne nominato tenente di vascello. Il 7 novembre 1810 venne insignito del Cavalierato della Corona Ferrea. Il 13 marzo 1811 partecipò alla battaglia di Lissa come comandante della fregata della marina italica Bellona. Durante la battaglia la Bellona aveva danneggiato gravemente la britannica Cerberus e aveva catturato il Volage, che, però, scappò, riparando a Lissa; purtroppo l'italica Danae cannoneggiò la Bellona scambiandola per nave nemica e il fuoco amico mise fuori servizio la Bellona che fu catturata dagli inglesi. Durante questo bombardamento Giuseppe Duodo venne colpito da una cannonata e perse entrambe le gambe; si fece allora appoggiare all'albero maestro e continuò a combattere con due pistole in pugno. Durante l'abbordaggio venne preso prigioniero dagli inglesi e portato a Lissa dove, 2 giorni dopo, morì per le ferite riportate. Gli inglesi, colpiti dal valore dell'ufficiale friulano, gli resero onori funebri ed inviarono alla famiglia il suo cappello e la sua spada (un tempo custoditi nelle raccolte risorgimentali dei Civici Musei di Udine). La città di Udine nel 1877 gli dedicò una via cittadina.